# Катраль
Катраль (ісп. Catral) — муніципалітет в Іспанії, у складі автономної спільноти Валенсія, у провінції Аліканте. Населення — 8976 осіб (2022).

## Географія
Муніципалітет розташований на відстані близько 350 км на південний схід від Мадрида, 35 км на південний захід від Аліканте.

## Демографія
Динаміка населення (INE ):

## Галерея зображень

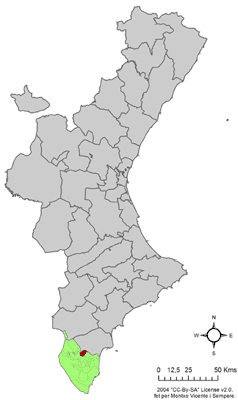
Розташування муніципалітету Катраль у автономній спільноті Валенсія
Розташування муніципалітету у комарці Вега-Баха-дель-Сегура